# Hüseyin Beşok
Hüseyin Beşok (* 2. August 1975 in Bornova) ist ein ehemaliger türkischer Basketballspieler.

## Werdegang

### Spieler
Seine Basketballausbildung erhielt Beşok zunächst beim Verein Vestel Manisaspor. Er wechselte dann zu Pınar Karşıyaka İzmir.
Nachdem er jahrelang Leistungsträger der türkischen Spitzenmannschaft Efes Pilsen Istanbul gewesen war und mehrere Titel auf türkischer und europäischer Ebene gewonnen hatte, wechselte Beşok zu Maccabi Tel Aviv. Er wurde der erste Türke, der für Maccabi spielte. Dort sicherte er sich trotz weiterer namhafter Spieler (Nikola Vujčić, Nate Huffman, Radisav Ćurčić) auf seiner Position nennenswerte Einsatzzeit. Allerdings kam Beşok aufgrund der Ausländerbegrenzung in der israelischen Liga ausschließlich in der Euroleague sowie in der Adriatischen Basketballliga zum Einsatz.
In der Saison 2003/04 spielte er aus Verletzungsgründen nicht, setzte anschließend seine Laufbahn in Frankreich fort. Dort spielte er unter seinem Landsmann Erman Kunter für ASVEL Lyon-Villeurbanne. 2005 wechselte er innerhalb des Landes zu Le Mans Sarthe Basket und wurde mit der Mannschaft 2006 französischer Meister. Sein Trainer in Le Mans war Vincent Collet.
Staatsmeister wurde Beşok auch in Polen, den Titel gewann er 2007 mit Prokom Trefl Sopot. Im Alter von 32 Jahren kehrte er in sein Heimatland zurück. 2014 trat er als Spieler zurück.
Mit der türkischen Nationalmannschaft wurde er 2001 im eigenen Land Zweiter der Europameisterschaft. Beşok war bei dem Turnier mit 9,2 Rebounds je Begegnung in dieser Wertung Zweiter aller bei der EM eingesetzter Spieler. Er nahm ebenfalls an den Europameisterschaften 1997, 1999 und 2003 sowie an der Weltmeisterschaft 2002 teil.

### Basketballfunktionär
Nach dem Ende seiner Spielerlaufbahn wurde er Mitglied des Vorstands des türkischen Basketballverbandes und 2023 in den Vorstand des europäischen Basketballverbandes gewählt.

### Erfolge
- Silbermedaille bei der Europameisterschaft 2001
- Korać-Cup-Sieger 1996
- Türkischer Meister 1996, 1997
- Türkischer Pokalsieger 1996, 1997, 1998, 2001
- Israelischer Meister 2003
- Israelischer Pokalsieger 2002, 2003
- Französischer Meister 2006
- Polnischer Meister 2007